# Fargo (Oklahoma)
Fargo és un poble dels Estats Units a l'estat d'Oklahoma. Segons el cens del 2000 tenia 326 habitants.

## Demografia
Segons el cens del 2000, Fargo tenia 326 habitants, 124 habitatges, i 93 famílies. La densitat de població era de 213,3 habitants per km².
Dels 124 habitatges en un 40,3% hi vivien nens de menys de 18 anys, en un 62,9% hi vivien parelles casades, en un 6,5% dones solteres, i en un 25% no eren unitats familiars. En el 24,2% dels habitatges hi vivien persones soles el 12,9% de les quals corresponia a persones de 65 anys o més que vivien soles. El nombre mitjà de persones vivint en cada habitatge era de 2,63 i el nombre mitjà de persones que vivien en cada família era de 3,1.
Per edats la població es repartia de la següent manera: un 31,3% tenia menys de 18 anys, un 7,4% entre 18 i 24, un 26,4% entre 25 i 44, un 24,2% de 45 a 60 i un 10,7% 65 anys o més.
L'edat mediana era de 35 anys. Per cada 100 dones de 18 o més anys hi havia 91,5 homes.
La renda mediana per habitatge era de 29.750 $ i la renda mediana per família de 32.625 $. Els homes tenien una renda mediana de 27.083 $ mentre que les dones 16.042 $. La renda per capita de la població era de 12.748 $. Entorn del 9,3% de les famílies i el 12,5% de la població estaven per davall del llindar de pobresa.

## Poblacions més properes
El següent diagrama mostra les poblacions més properes.